# Trachonurus robinsi
Trachonurus robinsi är en fiskart som beskrevs av Iwamoto, 1997. Trachonurus robinsi ingår i släktet Trachonurus och familjen skolästfiskar. IUCN kategoriserar arten globalt som livskraftig. Inga underarter finns listade i Catalogue of Life.